# باشگاه فوتبال اسپورتینگ کریستال
باشگاه فوتبال اسپورتینگ کریستال (انگلیسی: Sporting Cristal) باشگاه فوتبال در لیما، پرو می‌باشد.
این باشگاه ۱۹ بار قهرمان لیگ دسته اول فوتبال پرو شده‌است. همچنین ۳۴ بار در جام لیبرتادورس حضور داشته‌است که در سال ۱۹۹۷ نائب قهرمان شد. (آمارها تا شروع فصل ۲۰–۲۰۱۹)